# Таутешти (Јаши)
Таутешти (рум. Tăutești) насеље је у Румунији у округу Јаши у општини Редиу-Татар. Oпштина се налази на надморској висини од 86 m.

## Становништво
Према подацима из 2002. године у насељу је живело 159 становника, од којих су сви румунске националности.